# Branchiomma arenosa
Branchiomma arenosa är en ringmaskart som först beskrevs av Treadwell 1924.  Branchiomma arenosa ingår i släktet Branchiomma och familjen Sabellidae.
Artens utbredningsområde är Mexikanska golfen. Inga underarter finns listade i Catalogue of Life.